# 24 uur van Le Mans 2022
De 24 uur van Le Mans 2022 was de 90e editie van deze endurancerace. De race werd verreden op 11 en 12 juni 2022 op het Circuit de la Sarthe nabij Le Mans, Frankrijk. Het was de derde race van het FIA World Endurance Championship-seizoen 2022.
De race werd gewonnen door de Toyota #8 van Sébastien Buemi, Brendon Hartley en Ryō Hirakawa. Buemi won de race voor de vierde keer, Hartley voor de derde keer en Hirakawa voor de eerste keer. De LMP2-klasse werd gewonnen door de Jota #38 van António Félix da Costa, Roberto González en Will Stevens. De LMGTE Pro-klasse werd gewonnen door de #91 Porsche GT Team van Gianmaria Bruni, Richard Lietz en Frédéric Makowiecki. De LMGTE Am-klasse werd gewonnen door de #33 TF Sport van Ben Keating, Henrique Chaves en Marco Sørensen.

## Inschrijvingen
- In de LMP2-klasse worden inschrijvingen in de LMP2 Pro-Am Cup, een klasse waarbij een amateurcoureur meedoet, aangeduid met een ster.
- In de #13 TDS Racing x Vaillante werd Philippe Cimadomo geschorst door de wedstrijdleiding nadat hij tijdens de vrije trainingen meerdere ongelukken veroorzaakte. Hij werd vervangen door Nyck de Vries. Hierdoor kwam de auto niet meer in aanmerking voor de LMP2 Pro-Am Cup.

| No.                          | Team                        | Auto                        | Banden                      | Rijder 1                    | Rijder 2                    | Rijder 3                    |                             |
| Hypercar (5 inschrijvingen)  | Hypercar (5 inschrijvingen) | Hypercar (5 inschrijvingen) | Hypercar (5 inschrijvingen) | Hypercar (5 inschrijvingen) | Hypercar (5 inschrijvingen) | Hypercar (5 inschrijvingen) | Hypercar (5 inschrijvingen) |
| ---------------------------- | --------------------------- | --------------------------- | --------------------------- | --------------------------- | --------------------------- | --------------------------- | --------------------------- |
| 7                            | Toyota Gazoo Racing         | Toyota GR010 Hybrid         | M                           | Mike Conway                 | Kamui Kobayashi             | José María López            |                             |
| 8                            | Toyota Gazoo Racing         | Toyota GR010 Hybrid         | M                           | Sébastien Buemi             | Brendon Hartley             | Ryō Hirakawa                |                             |
| 36                           | Alpine Elf Team             | Alpine A480-Gibson          | M                           | Nicolas Lapierre            | André Negrão                | Matthieu Vaxivière          |                             |
| 708                          | Glickenhaus Racing          | Glickenhaus 007 LMH         | M                           | Pipo Derani                 | Romain Dumas                | Olivier Pla                 |                             |
| 709                          | Glickenhaus Racing          | Glickenhaus 007 LMH         | M                           | Ryan Briscoe                | Franck Mailleux             | Richard Westbrook           |                             |
| LMP2 (27 inschrijvingen)     |                             |                             |                             |                             |                             |                             |                             |
| 1                            | Richard Mille Racing Team   | Oreca 07-Gibson             | G                           | Charles Milesi              | Sébastien Ogier             | Lilou Wadoux                |                             |
| 3                            | DKR Engineering*            | Oreca 07-Gibson             | G                           | Alexandre Cougnaud          | Jean Glorieux               | Laurents Hörr               |                             |
| 5                            | Team Penske                 | Oreca 07-Gibson             | G                           | Dane Cameron                | Emmanuel Collard            | Felipe Nasr                 |                             |
| 9                            | Prema Orlen Team            | Oreca 07-Gibson             | G                           | Lorenzo Colombo             | Louis Delétraz              | Robert Kubica               |                             |
| 10                           | Vector Sport                | Oreca 07-Gibson             | G                           | Sébastien Bourdais          | Ryan Cullen                 | Nico Müller                 |                             |
| 13                           | TDS Racing x Vaillante      | Oreca 07-Gibson             | G                           | Mathias Beche               | Tijmen van der Helm         | Nyck de Vries               |                             |
| 22                           | United Autosports USA       | Oreca 07-Gibson             | G                           | Filipe Albuquerque          | Philip Hanson               | Will Owen                   |                             |
| 23                           | United Autosports USA       | Oreca 07-Gibson             | G                           | Oliver Jarvis               | Alex Lynn                   | Josh Pierson                |                             |
| 24                           | Nielsen Racing*             | Oreca 07-Gibson             | G                           | Matt Bell                   | Ben Hanley                  | Rodrigo Sales               |                             |
| 27                           | CD Sport*                   | Ligier JS P217-Gibson       | G                           | Christophe Cresp            | Michael Jensen              | Steven Palette              |                             |
| 28                           | Jota                        | Oreca 07-Gibson             | G                           | Jonathan Aberdein           | Ed Jones                    | Oliver Rasmussen            |                             |
| 30                           | Duqueine Team               | Oreca 07-Gibson             | G                           | Richard Bradley             | Reshad de Gerus             | Memo Rojas                  |                             |
| 31                           | WRT                         | Oreca 07-Gibson             | G                           | Robin Frijns                | Sean Gelael                 | René Rast                   |                             |
| 32                           | Team WRT                    | Oreca 07-Gibson             | G                           | Mirko Bortolotti            | Rolf Ineichen               | Dries Vanthoor              |                             |
| 34                           | Inter Europol Competition   | Oreca 07-Gibson             | G                           | Alex Brundle                | Esteban Gutiérrez           | Jakub Śmiechowski           |                             |
| 35                           | Ultimate*                   | Oreca 07-Gibson             | G                           | François Heriau             | Jean-Baptiste Lahaye        | Matthieu Lahaye             |                             |
| 37                           | Cool Racing                 | Oreca 07-Gibson             | G                           | Niklas Krütten              | Ricky Taylor                | Ye Yifei                    |                             |
| 38                           | Jota                        | Oreca 07-Gibson             | G                           | António Félix da Costa      | Roberto González            | Will Stevens                |                             |
| 39                           | Graff Racing*               | Oreca 07-Gibson             | G                           | David Droux                 | Sébastien Page              | Eric Trouillet              |                             |
| 41                           | RealTeam by WRT             | Oreca 07-Gibson             | G                           | Rui Andrade                 | Ferdinand Habsburg          | Norman Nato                 |                             |
| 43                           | Inter Europol Competition   | Oreca 07-Gibson             | G                           | Pietro Fittipaldi           | David Heinemeier Hansson    | Fabio Scherer               |                             |
| 44                           | ARC Bratislava*             | Oreca 07-Gibson             | G                           | Miro Konôpka                | Tristan Vautier             | Bent Viscaal                |                             |
| 45                           | Algarve Pro Racing*         | Oreca 07-Gibson             | G                           | James Allen                 | René Binder                 | Steven Thomas               |                             |
| 47                           | Algarve Pro Racing*         | Oreca 07-Gibson             | G                           | Jack Aitken                 | John Falb                   | Sophia Flörsch              |                             |
| 48                           | IDEC Sport                  | Oreca 07-Gibson             | G                           | Paul-Loup Chatin            | Paul Lafargue               | Patrick Pilet               |                             |
| 65                           | Panis Racing                | Oreca 07-Gibson             | G                           | Julien Canal                | Nico Jamin                  | Job van Uitert              |                             |
| 83                           | AF Corse*                   | Oreca 07-Gibson             | G                           | Nicklas Nielsen             | François Perrodo            | Alessio Rovera              |                             |
| LMGTE Pro (7 inschrijvingen) |                             |                             |                             |                             |                             |                             |                             |
| 51                           | AF Corse                    | Ferrari 488 GTE Evo         | M                           | James Calado                | Alessandro Pier Guidi       | Daniel Serra                |                             |
| 52                           | AF Corse                    | Ferrari 488 GTE Evo         | M                           | Antonio Fuoco               | Miguel Molina               | Davide Rigon                |                             |
| 63                           | Corvette Racing             | Chevrolet Corvette C8.R     | M                           | Nick Catsburg               | Antonio García              | Jordan Taylor               |                             |
| 64                           | Corvette Racing             | Chevrolet Corvette C8.R     | M                           | Tommy Milner                | Alexander Sims              | Nick Tandy                  |                             |
| 74                           | Riley Motorsports           | Ferrari 488 GTE Evo         | M                           | Sam Bird                    | Felipe Fraga                | Shane van Gisbergen         |                             |
| 91                           | Porsche GT Team             | Porsche 911 RSR-19          | M                           | Gianmaria Bruni             | Richard Lietz               | Frédéric Makowiecki         |                             |
| 92                           | Porsche GT Team             | Porsche 911 RSR-19          | M                           | Michael Christensen         | Kévin Estre                 | Laurens Vanthoor            |                             |
| LMGTE Am (23 inschrijvingen) |                             |                             |                             |                             |                             |                             |                             |
| 21                           | AF Corse                    | Ferrari 488 GTE Evo         | M                           | Simon Mann                  | Christoph Ulrich            | Toni Vilander               |                             |
| 33                           | TF Sport                    | Aston Martin Vantage AMR    | M                           | Ben Keating                 | Henrique Chaves             | Marco Sørensen              |                             |
| 46                           | Team Project 1              | Porsche 911 RSR-19          | M                           | Matteo Cairoli              | Nicolas Leutwiler           | Mikkel O. Pedersen          |                             |
| 54                           | AF Corse                    | Ferrari 488 GTE Evo         | M                           | Nick Cassidy                | Francesco Castellacci       | Thomas Flohr                |                             |
| 55                           | Spirit of Race              | Ferrari 488 GTE Evo         | M                           | Duncan Cameron              | Matt Griffin                | David Perel                 |                             |
| 56                           | Team Project 1              | Porsche 911 RSR-19          | M                           | Ben Barnicoat               | Brendan Iribe               | Ollie Millroy               |                             |
| 57                           | Kessel Racing               | Ferrari 488 GTE Evo         | M                           | Mikkel Jensen               | Takeshi Kimura              | Frederik Schandorff         |                             |
| 59                           | Inception Racing            | Ferrari 488 GTE Evo         | M                           | Marvin Klein                | Côme Ledogar                | Alexander West              |                             |
| 60                           | Iron Lynx                   | Ferrari 488 GTE Evo         | M                           | Alessandro Balzan           | Raffaele Giammaria          | Claudio Schiavoni           |                             |
| 61                           | AF Corse                    | Ferrari 488 GTE Evo         | M                           | Vincent Abril               | Conrad Grunewald            | Louis Prette                |                             |
| 66                           | JMW Motorsport              | Ferrari 488 GTE Evo         | M                           | Jason Hart                  | Mark Kvamme                 | Renger van der Zande        |                             |
| 71                           | Spirit of Race              | Ferrari 488 GTE Evo         | M                           | Gabriel Aubry               | Franck Dezoteux             | Pierre Ragues               |                             |
| 75                           | Iron Lynx                   | Ferrari 488 GTE Evo         | M                           | Pierre Ehret                | Christian Hook              | Nicolás Varrone             |                             |
| 77                           | Dempsey-Proton Racing       | Porsche 911 RSR-19          | M                           | Sebastian Priaulx           | Christian Ried              | Harry Tincknell             |                             |
| 79                           | WeatherTech Racing          | Porsche 911 RSR-19          | M                           | Julien Andlauer             | Cooper MacNeil              | Thomas Merrill              |                             |
| 80                           | Iron Lynx                   | Ferrari 488 GTE Evo         | M                           | Matteo Cressoni             | Giancarlo Fisichella        | Richard Heistand            |                             |
| 85                           | Iron Dames                  | Ferrari 488 GTE Evo         | M                           | Sarah Bovy                  | Rahel Frey                  | Michelle Gatting            |                             |
| 86                           | GR Racing                   | Porsche 911 RSR-19          | M                           | Ben Barker                  | Riccardo Pera               | Michael Wainwright          |                             |
| 88                           | Dempsey-Proton Racing       | Porsche 911 RSR-19          | M                           | Jan Heylen                  | Fred Poordad                | Maxwell Root                |                             |
| 93                           | Proton Competition          | Porsche 911 RSR-19          | M                           | Matt Campbell               | Michael Fassbender          | Zacharie Robichon           |                             |
| 98                           | Northwest AMR               | Aston Martin Vantage AMR    | M                           | Paul Dalla Lana             | David Pittard               | Nicki Thiim                 |                             |
| 99                           | Hardpoint Motorsport        | Porsche 911 RSR-19          | M                           | Andrew Haryanto             | Alessio Picariello          | Martin Rump                 |                             |
| 777                          | D'station Racing            | Aston Martin Vantage AMR    | M                           | Charlie Fagg                | Tomonobu Fujii              | Satoshi Hoshino             |                             |

## Kwalificatie
Tijden vetgedrukt betekent de snelste tijd in die klasse. Enkel de snelste zes teams uit iedere klasse namen deel aan de Hyperpole-sessie. De auto's worden per klasse op de startopstelling geplaatst, ongeacht hun tijd: op volgorde zijn dit de Hypercar, LMP2, LMGTE Pro en LMGTE Am.
| Pos. | Klasse      | No. | Team                      | Kwalificatie | Hyperpole | Grid |
| ---- | ----------- | --- | ------------------------- | ------------ | --------- | ---- |
| 1    | Hypercar    | 8   | Toyota Gazoo Racing       | 3:40.842     | 3:24.408  | 1    |
| 2    | Hypercar    | 7   | Toyota Gazoo Racing       | 3:27.247     | 3:24.585  | 2    |
| 3    | Hypercar    | 36  | Alpine Elf Team           | 3:29.656     | 3:24.850  | 3    |
| 4    | Hypercar    | 709 | Glickenhaus Racing        | 3:27.978     | 3:25.841  | 4    |
| 5    | Hypercar    | 708 | Glickenhaus Racing        | 3:27.355     | 3:26.359  | 5    |
| 6    | LMP2        | 31  | WRT                       | 3:29.898     | 3:28.394  | 6    |
| 7    | LMP2        | 41  | RealTeam by WRT           | 3:30.440     | 3:29.697  | 7    |
| 8    | LMP2        | 23  | United Autosports USA     | 3:30.568     | 3:30.070  | 8    |
| 9    | LMP2        | 38  | Jota                      | 3:30.124     | 3:30.373  | 9    |
| 10   | LMP2        | 9   | Prema Orlen Team          | 3:30.651     | 3:31.115  | 10   |
| 11   | LMP2        | 22  | United Autosports USA     | 3:30.639     | 3:31.596  | 11   |
| 12   | LMP2        | 1   | Richard Mille Racing Team | 3:31.368     |           | 12   |
| 13   | LMP2        | 65  | Panis Racing              | 3:31.382     |           | 13   |
| 14   | LMP2        | 5   | Team Penske               | 3:31.462     |           | 14   |
| 15   | LMP2        | 32  | Team WRT                  | 3:31.808     |           | 15   |
| 16   | LMP2        | 30  | Duqueine Team             | 3:32.000     |           | 16   |
| 17   | LMP2        | 37  | Cool Racing               | 3:32.008     |           | 17   |
| 18   | LMP2        | 28  | Jota                      | 3:32.138     |           | 18   |
| 19   | LMP2        | 48  | IDEC Sport                | 3:32.285     |           | 19   |
| 20   | LMP2        | 34  | Inter Europol Competition | 3:32.549     |           | 20   |
| 21   | LMP2 Pro-Am | 24  | Nielsen Racing            | 3:32.956     |           | 21   |
| 22   | LMP2 Pro-Am | 35  | Ultimate                  | 3:33.463     |           | 22   |
| 23   | LMP2 Pro-Am | 44  | ARC Bratislava            | 3:33.480     |           | 23   |
| 24   | LMP2 Pro-Am | 39  | Graff Racing              | 3:33.483     |           | 24   |
| 25   | LMP2 Pro-Am | 3   | DKR Engineering           | 3:34.524     |           | 25   |
| 26   | LMP2 Pro-Am | 47  | Algarve Pro Racing        | 3:36.371     |           | 26   |
| 27   | LMP2 Pro-Am | 83  | AF Corse                  | 3:36.548     |           | 27   |
| 28   | LMP2 Pro-Am | 27  | CD Sport                  | 3:38.136     |           | 28   |
| 29   | LMP2        | 43  | Inter Europol Competition | 3:38.491     |           | 29   |
| 30   | LMP2        | 10  | Vector Sport              | Geen tijd    |           | 30   |
| 31   | LMP2        | 13  | TDS Racing x Vaillante    | Geen tijd    |           | 31   |
| 32   | LMP2 Pro-Am | 45  | Algarve Pro Racing        | Geen tijd    |           | 32   |
| 33   | LMGTE Pro   | 64  | Corvette Racing           | 3:51.491     | 3:49.985  | 33   |
| 34   | LMGTE Pro   | 63  | Corvette Racing           | 3:51.132     | 3:50.177  | 34   |
| 35   | LMGTE Pro   | 91  | Porsche GT Team           | 3:51.382     | 3:50.377  | 35   |
| 36   | LMGTE Pro   | 92  | Porsche GT Team           | 3:50.999     | 3:50.522  | 36   |
| 37   | LMGTE Pro   | 52  | AF Corse                  | 3:51.614     | 3:51.779  | 37   |
| 38   | LMGTE Pro   | 51  | AF Corse                  | 3:51.502     | 3:51.816  | 38   |
| 39   | LMGTE Pro   | 74  | Riley Motorsports         | 3:54.116     |           | 39   |
| 40   | LMGTE Am    | 61  | AF Corse                  | 3:54.316     | 3:52.594  | 40   |
| 41   | LMGTE Am    | 57  | Kessel Racing             | 3:53.489     | 3:52.751  | 41   |
| 42   | LMGTE Am    | 77  | Dempsey-Proton Racing     | 3:54.224     | 3:53.006  | 42   |
| 43   | LMGTE Am    | 98  | Northwest AMR             | 3:52.559     | 3:53.578  | 43   |
| 44   | LMGTE Am    | 54  | AF Corse                  | 3:53.690     | 3:53.757  | 44   |
| 45   | LMGTE Am    | 85  | Iron Dames                | 3:54.081     | 3:53.869  | 45   |
| 46   | LMGTE Am    | 86  | GR Racing                 | 3:54.323     |           | 46   |
| 47   | LMGTE Am    | 56  | Team Project 1            | 3:54.510     |           | 47   |
| 48   | LMGTE Am    | 46  | Team Project 1            | 3:54.533     |           | 48   |
| 49   | LMGTE Am    | 79  | WeatherTech Racing        | 3:54.912     |           | 49   |
| 50   | LMGTE Am    | 99  | Hardpoint Motorsport      | 3:55.076     |           | 50   |
| 51   | LMGTE Am    | 59  | Inception Racing          | 3:55.162     |           | 51   |
| 52   | LMGTE Am    | 21  | AF Corse                  | 3:55.308     |           | 52   |
| 53   | LMGTE Am    | 55  | Spirit of Race            | 3:55.617     |           | 53   |
| 54   | LMGTE Am    | 75  | Iron Lynx                 | 3:55.672     |           | 54   |
| 55   | LMGTE Am    | 66  | JMW Motorsport            | 3:56.008     |           | 55   |
| 56   | LMGTE Am    | 777 | D'station Racing          | 3:56.437     |           | 56   |
| 57   | LMGTE Am    | 88  | Dempsey-Proton Racing     | 3:56.516     |           | 57   |
| 58   | LMGTE Am    | 33  | TF Sport                  | 3:57.044     |           | 58   |
| 59   | LMGTE Am    | 60  | Iron Lynx                 | 4:05.633     |           | 59   |
| 60   | LMGTE Am    | 93  | Proton Competition        | 4:07.907     |           | 60   |
| 61   | LMGTE Am    | 80  | Iron Lynx                 | 4:23.223     |           | 61   |
| 62   | LMGTE Am    | 71  | Spirit of Race            | Geen tijd    |           | 62   |

## Uitslag
Winnaars in hun klasse zijn vetgedrukt; Hypercar is rood, LMP2 is blauw, LMGTE Pro is groen en LMGTE Am is oranje.
| Pos. | Klasse      | No. | Team                      | Coureurs                                                 | Chassis                          | Banden | Ronden | Tijd/Reden        |
| Pos. | Klasse      | No. | Team                      | Coureurs                                                 | Motor                            | Banden | Ronden | Tijd/Reden        |
| ---- | ----------- | --- | ------------------------- | -------------------------------------------------------- | -------------------------------- | ------ | ------ | ----------------- |
| 1    | Hypercar    | 8   | Toyota Gazoo Racing       | Sébastien Buemi Brendon Hartley Ryō Hirakawa             | Toyota GR010 Hybrid              | M      | 380    | 24:02:07.996      |
| 1    | Hypercar    | 8   | Toyota Gazoo Racing       | Sébastien Buemi Brendon Hartley Ryō Hirakawa             | Toyota 3.5L V6 Twin-Turbo Hybrid | M      | 380    | 24:02:07.996      |
| 2    | Hypercar    | 7   | Toyota Gazoo Racing       | Mike Conway Kamui Kobayashi José María López             | Toyota GR010 Hybrid              | M      | 380    | +2:01.222         |
| 2    | Hypercar    | 7   | Toyota Gazoo Racing       | Mike Conway Kamui Kobayashi José María López             | Toyota 3.5L V6 Twin-Turbo Hybrid | M      | 380    | +2:01.222         |
| 3    | Hypercar    | 709 | Glickenhaus Racing        | Ryan Briscoe Richard Westbrook Franck Mailleux           | Glickenhaus 007 LMH              | M      | 375    | +5 ronden         |
| 3    | Hypercar    | 709 | Glickenhaus Racing        | Ryan Briscoe Richard Westbrook Franck Mailleux           | Glickenhaus 3.5L V8 Turbo        | M      | 375    | +5 ronden         |
| 4    | Hypercar    | 708 | Glickenhaus Racing        | Olivier Pla Romain Dumas Pipo Derani                     | Glickenhaus 007 LMH              | M      | 370    | +10 ronden        |
| 4    | Hypercar    | 708 | Glickenhaus Racing        | Olivier Pla Romain Dumas Pipo Derani                     | Glickenhaus 3.5L V8 Turbo        | M      | 370    | +10 ronden        |
| 5    | LMP2        | 38  | Jota                      | António Félix da Costa Roberto González Will Stevens     | Oreca 07                         | G      | 369    | +11 ronden        |
| 5    | LMP2        | 38  | Jota                      | António Félix da Costa Roberto González Will Stevens     | Gibson GK428 4.2L V8             | G      | 369    | +11 ronden        |
| 6    | LMP2        | 9   | Prema Orlen Team          | Lorenzo Colombo Louis Delétraz Robert Kubica             | Oreca 07                         | G      | 369    | +11 ronden        |
| 6    | LMP2        | 9   | Prema Orlen Team          | Lorenzo Colombo Louis Delétraz Robert Kubica             | Gibson GK428 4.2L V8             | G      | 369    | +11 ronden        |
| 7    | LMP2        | 28  | Jota                      | Jonathan Aberdein Ed Jones Oliver Rasmussen              | Oreca 07                         | G      | 368    | +12 ronden        |
| 7    | LMP2        | 28  | Jota                      | Jonathan Aberdein Ed Jones Oliver Rasmussen              | Gibson GK428 4.2L V8             | G      | 368    | +12 ronden        |
| 8    | LMP2        | 13  | TDS Racing x Vaillante    | Mathias Beche Tijmen van der Helm Nyck de Vries          | Oreca 07                         | G      | 368    | +12 ronden        |
| 8    | LMP2        | 13  | TDS Racing x Vaillante    | Mathias Beche Tijmen van der Helm Nyck de Vries          | Gibson GK428 4.2L V8             | G      | 368    | +12 ronden        |
| 9    | LMP2        | 5   | Team Penske               | Dane Cameron Emmanuel Collard Felipe Nasr                | Oreca 07                         | G      | 368    | +12 ronden        |
| 9    | LMP2        | 5   | Team Penske               | Dane Cameron Emmanuel Collard Felipe Nasr                | Gibson GK428 4.2L V8             | G      | 368    | +12 ronden        |
| 10   | LMP2        | 23  | United Autosports USA     | Oliver Jarvis Alex Lynn Josh Pierson                     | Oreca 07                         | G      | 368    | +12 ronden        |
| 10   | LMP2        | 23  | United Autosports USA     | Oliver Jarvis Alex Lynn Josh Pierson                     | Gibson GK428 4.2L V8             | G      | 368    | +12 ronden        |
| 11   | LMP2        | 37  | Cool Racing               | Niklas Krütten Ricky Taylor Ye Yifei                     | Oreca 07                         | G      | 367    | +13 ronden        |
| 11   | LMP2        | 37  | Cool Racing               | Niklas Krütten Ricky Taylor Ye Yifei                     | Gibson GK428 4.2L V8             | G      | 367    | +13 ronden        |
| 12   | LMP2        | 48  | IDEC Sport                | Paul-Loup Chatin Paul Lafargue Patrick Pilet             | Oreca 07                         | G      | 366    | +14 ronden        |
| 12   | LMP2        | 48  | IDEC Sport                | Paul-Loup Chatin Paul Lafargue Patrick Pilet             | Gibson GK428 4.2L V8             | G      | 366    | +14 ronden        |
| 13   | LMP2        | 1   | Richard Mille Racing Team | Charles Milesi Sébastien Ogier Lilou Wadoux              | Oreca 07                         | G      | 366    | +14 ronden        |
| 13   | LMP2        | 1   | Richard Mille Racing Team | Charles Milesi Sébastien Ogier Lilou Wadoux              | Gibson GK428 4.2L V8             | G      | 366    | +14 ronden        |
| 14   | LMP2        | 22  | United Autosports USA     | Filipe Albuquerque Philip Hanson Will Owen               | Oreca 07                         | G      | 366    | +14 ronden        |
| 14   | LMP2        | 22  | United Autosports USA     | Filipe Albuquerque Philip Hanson Will Owen               | Gibson GK428 4.2L V8             | G      | 366    | +14 ronden        |
| 15   | LMP2        | 32  | Team WRT                  | Mirko Bortolotti Rolf Ineichen Dries Vanthoor            | Oreca 07                         | G      | 366    | +14 ronden        |
| 15   | LMP2        | 32  | Team WRT                  | Mirko Bortolotti Rolf Ineichen Dries Vanthoor            | Gibson GK428 4.2L V8             | G      | 366    | +14 ronden        |
| 16   | LMP2        | 65  | Panis Racing              | Julien Canal Nico Jamin Job van Uitert                   | Oreca 07                         | G      | 366    | +14 ronden        |
| 16   | LMP2        | 65  | Panis Racing              | Julien Canal Nico Jamin Job van Uitert                   | Gibson GK428 4.2L V8             | G      | 366    | +14 ronden        |
| 17   | LMP2        | 34  | Inter Europol Competition | Alex Brundle Esteban Gutiérrez Jakub Śmiechowski         | Oreca 07                         | G      | 365    | +15 ronden        |
| 17   | LMP2        | 34  | Inter Europol Competition | Alex Brundle Esteban Gutiérrez Jakub Śmiechowski         | Gibson GK428 4.2L V8             | G      | 365    | +15 ronden        |
| 18   | LMP2        | 43  | Inter Europol Competition | Pietro Fittipaldi David Heinemeier Hansson Fabio Scherer | Oreca 07                         | G      | 364    | +16 ronden        |
| 18   | LMP2        | 43  | Inter Europol Competition | Pietro Fittipaldi David Heinemeier Hansson Fabio Scherer | Gibson GK428 4.2L V8             | G      | 364    | +16 ronden        |
| 19   | LMP2 Pro-Am | 45  | Algarve Pro Racing        | James Allen René Binder Steven Thomas                    | Oreca 07                         | G      | 363    | +17 ronden        |
| 19   | LMP2 Pro-Am | 45  | Algarve Pro Racing        | James Allen René Binder Steven Thomas                    | Gibson GK428 4.2L V8             | G      | 363    | +17 ronden        |
| 20   | LMP2 Pro-Am | 24  | Nielsen Racing            | Matt Bell Ben Hanley Rodrigo Sales                       | Oreca 07                         | G      | 362    | +18 ronden        |
| 20   | LMP2 Pro-Am | 24  | Nielsen Racing            | Matt Bell Ben Hanley Rodrigo Sales                       | Gibson GK428 4.2L V8             | G      | 362    | +18 ronden        |
| 21   | LMP2        | 41  | RealTeam by WRT           | Rui Andrade Ferdinand Habsburg Norman Nato               | Oreca 07                         | G      | 362    | +18 ronden        |
| 21   | LMP2        | 41  | RealTeam by WRT           | Rui Andrade Ferdinand Habsburg Norman Nato               | Gibson GK428 4.2L V8             | G      | 362    | +18 ronden        |
| 22   | LMP2 Pro-Am | 3   | DKR Engineering           | Alexandre Cougnaud Jean Glorieux Laurents Hörr           | Oreca 07                         | G      | 362    | +18 ronden        |
| 22   | LMP2 Pro-Am | 3   | DKR Engineering           | Alexandre Cougnaud Jean Glorieux Laurents Hörr           | Gibson GK428 4.2L V8             | G      | 362    | +18 ronden        |
| 23   | Hypercar    | 36  | Alpine Elf Team           | Nicolas Lapierre André Negrão Matthieu Vaxivière         | Alpine A480                      | M      | 362    | +18 ronden        |
| 23   | Hypercar    | 36  | Alpine Elf Team           | Nicolas Lapierre André Negrão Matthieu Vaxivière         | Gibson GL458 4.5 L V8            | M      | 362    | +18 ronden        |
| 24   | LMP2 Pro-Am | 83  | AF Corse                  | Nicklas Nielsen François Perrodo Alessio Rovera          | Oreca 07                         | G      | 361    | +19 ronden        |
| 24   | LMP2 Pro-Am | 83  | AF Corse                  | Nicklas Nielsen François Perrodo Alessio Rovera          | Gibson GK428 4.2L V8             | G      | 361    | +19 ronden        |
| 25   | LMP2 Pro-Am | 47  | Algarve Pro Racing        | Jack Aitken John Falb Sophia Flörsch                     | Oreca 07                         | G      | 361    | +19 ronden        |
| 25   | LMP2 Pro-Am | 47  | Algarve Pro Racing        | Jack Aitken John Falb Sophia Flörsch                     | Gibson GK428 4.2L V8             | G      | 361    | +19 ronden        |
| 26   | LMP2 Pro-Am | 44  | ARC Bratislava            | Miro Konôpka Tristan Vautier Bent Viscaal                | Oreca 07                         | G      | 360    | +20 ronden        |
| 26   | LMP2 Pro-Am | 44  | ARC Bratislava            | Miro Konôpka Tristan Vautier Bent Viscaal                | Gibson GK428 4.2L V8             | G      | 360    | +20 ronden        |
| 27   | LMP2        | 10  | Vector Sport              | Sébastien Bourdais Ryan Cullen Nico Müller               | Oreca 07                         | G      | 357    | +23 ronden        |
| 27   | LMP2        | 10  | Vector Sport              | Sébastien Bourdais Ryan Cullen Nico Müller               | Gibson GK428 4.2L V8             | G      | 357    | +23 ronden        |
| 28   | LMGTE Pro   | 91  | Porsche GT Team           | Gianmaria Bruni Richard Lietz Frédéric Makowiecki        | Porsche 911 RSR-19               | M      | 350    | +30 ronden        |
| 28   | LMGTE Pro   | 91  | Porsche GT Team           | Gianmaria Bruni Richard Lietz Frédéric Makowiecki        | Porsche 4.0L Flat-6              | M      | 350    | +30 ronden        |
| 29   | LMGTE Pro   | 51  | AF Corse                  | James Calado Alessandro Pier Guidi Daniel Serra          | Ferrari 488 GTE Evo              | M      | 350    | +30 ronden        |
| 29   | LMGTE Pro   | 51  | AF Corse                  | James Calado Alessandro Pier Guidi Daniel Serra          | Ferrari F154CB 3.9L Turbo V8     | M      | 350    | +30 ronden        |
| 30   | LMGTE Pro   | 52  | AF Corse                  | Antonio Fuoco Miguel Molina Davide Rigon                 | Ferrari 488 GTE Evo              | M      | 349    | +31 ronden        |
| 30   | LMGTE Pro   | 52  | AF Corse                  | Antonio Fuoco Miguel Molina Davide Rigon                 | Ferrari F154CB 3.9L Turbo V8     | M      | 349    | +31 ronden        |
| 31   | LMGTE Pro   | 92  | Porsche GT Team           | Michael Christensen Kévin Estre Laurens Vanthoor         | Porsche 911 RSR-19               | M      | 348    | +32 ronden        |
| 31   | LMGTE Pro   | 92  | Porsche GT Team           | Michael Christensen Kévin Estre Laurens Vanthoor         | Porsche 4.0L Flat-6              | M      | 348    | +32 ronden        |
| 32   | LMGTE Pro   | 74  | Riley Motorsports         | Sam Bird Felipe Fraga Shane van Gisbergen                | Ferrari 488 GTE Evo              | M      | 347    | +33 ronden        |
| 32   | LMGTE Pro   | 74  | Riley Motorsports         | Sam Bird Felipe Fraga Shane van Gisbergen                | Ferrari F154CB 3.9L Turbo V8     | M      | 347    | +33 ronden        |
| 33   | LMP2 Pro-Am | 39  | Graff Racing              | David Droux Sébastien Page Eric Trouillet                | Oreca 07                         | G      | 344    | +36 ronden        |
| 33   | LMP2 Pro-Am | 39  | Graff Racing              | David Droux Sébastien Page Eric Trouillet                | Gibson GK428 4.2L V8             | G      | 344    | +36 ronden        |
| 34   | LMGTE Am    | 33  | TF Sport                  | Ben Keating Henrique Chaves Marco Sørensen               | Aston Martin Vantage AMR         | M      | 343    | +37 ronden        |
| 34   | LMGTE Am    | 33  | TF Sport                  | Ben Keating Henrique Chaves Marco Sørensen               | Aston Martin 4.5L V8 Turbo       | M      | 343    | +37 ronden        |
| 35   | LMGTE Am    | 79  | WeatherTech Racing        | Julien Andlauer Cooper MacNeil Thomas Merrill            | Porsche 911 RSR-19               | M      | 343    | +37 ronden        |
| 35   | LMGTE Am    | 79  | WeatherTech Racing        | Julien Andlauer Cooper MacNeil Thomas Merrill            | Porsche 4.0L Flat-6              | M      | 343    | +37 ronden        |
| 36   | LMGTE Am    | 98  | Northwest AMR             | Paul Dalla Lana David Pittard Nicki Thiim                | Aston Martin Vantage AMR         | M      | 342    | +38 ronden        |
| 36   | LMGTE Am    | 98  | Northwest AMR             | Paul Dalla Lana David Pittard Nicki Thiim                | Aston Martin 4.5L V8 Turbo       | M      | 342    | +38 ronden        |
| 37   | LMGTE Am    | 86  | GR Racing                 | Ben Barker Riccardo Pera Michael Wainwright              | Porsche 911 RSR-19               | M      | 340    | +40 ronden        |
| 37   | LMGTE Am    | 86  | GR Racing                 | Ben Barker Riccardo Pera Michael Wainwright              | Porsche 4.0L Flat-6              | M      | 340    | +40 ronden        |
| 38   | LMGTE Am    | 88  | Dempsey-Proton Racing     | Jan Heylen Fred Poordad Maxwell Root                     | Porsche 911 RSR-19               | M      | 340    | +40 ronden        |
| 38   | LMGTE Am    | 88  | Dempsey-Proton Racing     | Jan Heylen Fred Poordad Maxwell Root                     | Porsche 4.0L Flat-6              | M      | 340    | +40 ronden        |
| 39   | LMGTE Am    | 54  | AF Corse                  | Nick Cassidy Francesco Castellacci Thomas Flohr          | Ferrari 488 GTE Evo              | M      | 340    | +40 ronden        |
| 39   | LMGTE Am    | 54  | AF Corse                  | Nick Cassidy Francesco Castellacci Thomas Flohr          | Ferrari F154CB 3.9L Turbo V8     | M      | 340    | +40 ronden        |
| 40   | LMGTE Am    | 85  | Iron Dames                | Sarah Bovy Rahel Frey Michelle Gatting                   | Ferrari 488 GTE Evo              | M      | 339    | +41 ronden        |
| 40   | LMGTE Am    | 85  | Iron Dames                | Sarah Bovy Rahel Frey Michelle Gatting                   | Ferrari F154CB 3.9L Turbo V8     | M      | 339    | +41 ronden        |
| 41   | LMGTE Am    | 21  | AF Corse                  | Simon Mann Christoph Ulrich Toni Vilander                | Ferrari 488 GTE Evo              | M      | 339    | +41 ronden        |
| 41   | LMGTE Am    | 21  | AF Corse                  | Simon Mann Christoph Ulrich Toni Vilander                | Ferrari F154CB 3.9L Turbo V8     | M      | 339    | +41 ronden        |
| 42   | LMGTE Am    | 61  | AF Corse                  | Vincent Abril Conrad Grunewald Louis Prette              | Ferrari 488 GTE Evo              | M      | 339    | +41 ronden        |
| 42   | LMGTE Am    | 61  | AF Corse                  | Vincent Abril Conrad Grunewald Louis Prette              | Ferrari F154CB 3.9L Turbo V8     | M      | 339    | +41 ronden        |
| 43   | LMGTE Am    | 55  | Spirit of Race            | Duncan Cameron Matt Griffin David Perel                  | Ferrari 488 GTE Evo              | M      | 339    | +41 ronden        |
| 43   | LMGTE Am    | 55  | Spirit of Race            | Duncan Cameron Matt Griffin David Perel                  | Ferrari F154CB 3.9L Turbo V8     | M      | 339    | +41 ronden        |
| 44   | LMGTE Am    | 99  | Hardpoint Motorsport      | Andrew Haryanto Alessio Picariello Martin Rump           | Porsche 911 RSR-19               | M      | 338    | +42 ronden        |
| 44   | LMGTE Am    | 99  | Hardpoint Motorsport      | Andrew Haryanto Alessio Picariello Martin Rump           | Porsche 4.0L Flat-6              | M      | 338    | +42 ronden        |
| 45   | LMGTE Am    | 57  | Kessel Racing             | Mikkel Jensen Takeshi Kimura Frederik Schandorff         | Ferrari 488 GTE Evo              | M      | 336    | +44 ronden        |
| 45   | LMGTE Am    | 57  | Kessel Racing             | Mikkel Jensen Takeshi Kimura Frederik Schandorff         | Ferrari F154CB 3.9L Turbo V8     | M      | 336    | +44 ronden        |
| 46   | LMGTE Am    | 80  | Iron Lynx                 | Matteo Cressoni Giancarlo Fisichella Richard Heistand    | Ferrari 488 GTE Evo              | M      | 336    | +44 ronden        |
| 46   | LMGTE Am    | 80  | Iron Lynx                 | Matteo Cressoni Giancarlo Fisichella Richard Heistand    | Ferrari F154CB 3.9L Turbo V8     | M      | 336    | +44 ronden        |
| 47   | LMGTE Am    | 77  | Dempsey-Proton Racing     | Sebastian Priaulx Christian Ried Harry Tincknell         | Porsche 911 RSR-19               | M      | 336    | +44 ronden        |
| 47   | LMGTE Am    | 77  | Dempsey-Proton Racing     | Sebastian Priaulx Christian Ried Harry Tincknell         | Porsche 4.0L Flat-6              | M      | 336    | +44 ronden        |
| 48   | LMP2 Pro-Am | 35  | Ultimate                  | François Heriau Jean-Baptiste Lahaye Matthieu Lahaye     | Oreca 07                         | G      | 335    | +45 ronden        |
| 48   | LMP2 Pro-Am | 35  | Ultimate                  | François Heriau Jean-Baptiste Lahaye Matthieu Lahaye     | Gibson GK428 4.2L V8             | G      | 335    | +45 ronden        |
| 49   | LMP2 Pro-Am | 27  | CD Sport                  | Christophe Cresp Michael Jensen Steven Palette           | Ligier JS P217                   | G      | 333    | +47 ronden        |
| 49   | LMP2 Pro-Am | 27  | CD Sport                  | Christophe Cresp Michael Jensen Steven Palette           | Gibson GK428 4.2L V8             | G      | 333    | +47 ronden        |
| 50   | LMGTE Am    | 66  | JMW Motorsport            | Jason Hart Mark Kvamme Renger van der Zande              | Ferrari 488 GTE Evo              | M      | 331    | +49 ronden        |
| 50   | LMGTE Am    | 66  | JMW Motorsport            | Jason Hart Mark Kvamme Renger van der Zande              | Ferrari F154CB 3.9L Turbo V8     | M      | 331    | +49 ronden        |
| 51   | LMGTE Am    | 93  | Proton Competition        | Matt Campbell Michael Fassbender Zacharie Robichon       | Porsche 911 RSR-19               | M      | 329    | +51 ronden        |
| 51   | LMGTE Am    | 93  | Proton Competition        | Matt Campbell Michael Fassbender Zacharie Robichon       | Porsche 4.0L Flat-6              | M      | 329    | +51 ronden        |
| 52   | LMP2        | 30  | Duqueine Team             | Richard Bradley Reshad de Gerus Memo Rojas               | Oreca 07                         | G      | 326    | +54 ronden        |
| 52   | LMP2        | 30  | Duqueine Team             | Richard Bradley Reshad de Gerus Memo Rojas               | Gibson GK428 4.2L V8             | G      | 326    | +54 ronden        |
| 53   | LMGTE Am    | 75  | Iron Lynx                 | Pierre Ehret Christian Hook Nicolás Varrone              | Ferrari 488 GTE Evo              | M      | 324    | +56 ronden        |
| 53   | LMGTE Am    | 75  | Iron Lynx                 | Pierre Ehret Christian Hook Nicolás Varrone              | Ferrari F154CB 3.9L Turbo V8     | M      | 324    | +56 ronden        |
| NC   | LMGTE Am    | 60  | Iron Lynx                 | Alessandro Balzan Raffaele Giammaria Claudio Schiavoni   | Ferrari 488 GTE Evo              | M      | 289    | Ongeluk           |
| NC   | LMGTE Am    | 60  | Iron Lynx                 | Alessandro Balzan Raffaele Giammaria Claudio Schiavoni   | Ferrari F154CB 3.9L Turbo V8     | M      | 289    | Ongeluk           |
| DNF  | LMP2        | 31  | WRT                       | Robin Frijns Sean Gelael René Rast                       | Oreca 07                         | G      | 285    | Ongeluk           |
| DNF  | LMP2        | 31  | WRT                       | Robin Frijns Sean Gelael René Rast                       | Gibson GK428 4.2L V8             | G      | 285    | Ongeluk           |
| DNF  | LMGTE Pro   | 64  | Corvette Racing           | Tommy Milner Alexander Sims Nick Tandy                   | Chevrolet Corvette C8.R          | M      | 260    | Ongeluk           |
| DNF  | LMGTE Pro   | 64  | Corvette Racing           | Tommy Milner Alexander Sims Nick Tandy                   | Chevrolet LT5.5 5.5L V8          | M      | 260    | Ongeluk           |
| DNF  | LMGTE Am    | 56  | Team Project 1            | Ben Barnicoat Brendan Iribe Ollie Millroy                | Porsche 911 RSR-19               | M      | 241    | Ongeluk           |
| DNF  | LMGTE Am    | 56  | Team Project 1            | Ben Barnicoat Brendan Iribe Ollie Millroy                | Porsche 4.0L Flat-6              | M      | 241    | Ongeluk           |
| DNF  | LMGTE Pro   | 63  | Corvette Racing           | Nick Catsburg Antonio García Jordan Taylor               | Chevrolet Corvette C8.R          | M      | 214    | Ophanging         |
| DNF  | LMGTE Pro   | 63  | Corvette Racing           | Nick Catsburg Antonio García Jordan Taylor               | Chevrolet LT5.5 5.5L V8          | M      | 214    | Ophanging         |
| DNF  | LMGTE Am    | 59  | Inception Racing          | Marvin Klein Côme Ledogar Alexander West                 | Ferrari 488 GTE Evo              | M      | 190    | Motor             |
| DNF  | LMGTE Am    | 59  | Inception Racing          | Marvin Klein Côme Ledogar Alexander West                 | Ferrari F154CB 3.9L Turbo V8     | M      | 190    | Motor             |
| DNF  | LMGTE Am    | 71  | Spirit of Race            | Gabriel Aubry Franck Dezoteux Pierre Ragues              | Ferrari 488 GTE Evo              | M      | 127    | Motor             |
| DNF  | LMGTE Am    | 71  | Spirit of Race            | Gabriel Aubry Franck Dezoteux Pierre Ragues              | Ferrari F154CB 3.9L Turbo V8     | M      | 127    | Motor             |
| DNF  | LMGTE Am    | 777 | D'station Racing          | Charlie Fagg Tomonobu Fujii Satoshi Hoshino              | Aston Martin Vantage AMR         | M      | 112    | Schade chassis    |
| DNF  | LMGTE Am    | 777 | D'station Racing          | Charlie Fagg Tomonobu Fujii Satoshi Hoshino              | Aston Martin 4.5L V8 Turbo       | M      | 112    | Schade chassis    |
| DNF  | LMGTE Am    | 46  | Team Project 1            | Matteo Cairoli Nicolas Leutwiler Mikkel O. Pedersen      | Porsche 911 RSR-19               | M      | 77     | Schade lekke band |
| DNF  | LMGTE Am    | 46  | Team Project 1            | Matteo Cairoli Nicolas Leutwiler Mikkel O. Pedersen      | Porsche 4.0L Flat-6              | M      | 77     | Schade lekke band |

## Tussenstanden na wedstrijd
Hypercar (coureurs)
| Pos | Coureur                                          | Punten |
| --- | ------------------------------------------------ | ------ |
| 1   | André Negrão Nicolas Lapierre Matthieu Vaxivière | 81     |
| 2   | Sébastien Buemi Brendon Hartley Ryō Hirakawa     | 78     |
| 3   | Olivier Pla Romain Dumas                         | 69     |
| 4   | Mike Conway Kamui Kobayashi José María López     | 61     |
| 5   | Pipo Derani                                      | 46     |

Hypercar (constructeurs)
| Pos | Constructeur | Punten |
| --- | ------------ | ------ |
| 1   | Toyota       | 103    |
| 2   | Alpine       | 81     |
| 3   | Glickenhaus  | 69     |

LMGTE (coureurs)
| Pos | Coureur                            | Punten |
| --- | ---------------------------------- | ------ |
| 1   | Gianmaria Bruni Richard Lietz      | 84     |
| 2   | Michael Christensen Kévin Estre    | 81     |
| 3   | Alessandro Pier Guidi James Calado | 79     |
| 4   | Antonio Fuoco Miguel Molina        | 57     |
| 5   | Frédéric Makowiecki                | 50     |

LMGTE (constructeurs)
| Pos | Constructeur | Punten |
| --- | ------------ | ------ |
| 1   | Porsche      | 165    |
| 2   | Ferrari      | 136    |
| 3   | Chevrolet    | 40     |

LMP2 (coureurs)
| Pos | Coureur                                              | Punten |
| --- | ---------------------------------------------------- | ------ |
| 1   | António Félix da Costa Roberto González Will Stevens | 77     |
| 2   | Oliver Jarvis Josh Pierson                           | 66     |
| 3   | Lorenzo Colombo Louis Delétraz Robert Kubica         | 60     |
| 4   | Sean Gelael Robin Frijns René Rast                   | 53     |
| 5   | Ed Jones Jonathan Aberdein Oliver Rasmussen          | 45     |

LMP2 (teams)
| Pos | Nr | Team                  | Punten |
| --- | -- | --------------------- | ------ |
| 1   | 38 | Jota                  | 77     |
| 2   | 23 | United Autosports USA | 66     |
| 3   | 9  | Prema Orlen Team      | 60     |
| 4   | 31 | WRT                   | 53     |
| 5   | 28 | Jota                  | 45     |

LMP2 Pro-Am (coureurs)
| Pos | Coureur                                              | Punten |
| --- | ---------------------------------------------------- | ------ |
| 1   | François Perrodo Nicklas Nielsen Alessio Rovera      | 99     |
| 2   | Steven Thomas James Allen René Binder                | 91     |
| 3   | Jean-Baptiste Lahaye Matthieu Lahaye François Heriau | 66     |
| 4   | Miroslav Konôpka                                     | 48     |
| 5   | Bent Viscaal Tristan Vautier                         | 30     |

LMP2 Pro-Am (teams)
| Pos | Nr | Team               | Punten |
| --- | -- | ------------------ | ------ |
| 1   | 83 | AF Corse           | 99     |
| 2   | 45 | Algarve Pro Racing | 91     |
| 3   | 35 | Ultimate           | 66     |
| 4   | 44 | ARC Bratislava     | 48     |

LMGTE Am (coureurs)
| Pos | Coureur                                          | Punten |
| --- | ------------------------------------------------ | ------ |
| 1   | Ben Keating Marco Sørensen                       | 97     |
| 2   | Paul Dalla Lana David Pittard Nicki Thiim        | 89     |
| 3   | Henrique Chaves                                  | 69     |
| 4   | Christian Ried Sebastian Priaulx Harry Tincknell | 52     |
| 5   | Ben Barker Riccardo Pera Michael Wainwright      | 38     |

LMGTE Am (teams)
| Pos | Nr | Team                  | Punten |
| --- | -- | --------------------- | ------ |
| 1   | 33 | TF Sport              | 97     |
| 2   | 98 | Northwest AMR         | 89     |
| 3   | 77 | Dempsey-Proton Racing | 52     |
| 4   | 86 | GR Racing             | 38     |
| 5   | 54 | AF Corse              | 35     |

1923 · 1924 · 1925 · 1926 · 1927 · 1928 · 1929 · 1930 · 1931 · 1932 · 1933 · 1934 · 1935 · 1936 · 1937 · 1938 · 1939 · 1940 - 1948 · 1949 · 1950 · 1951 · 1952 · 1953 · 1954 · 1955 (Ramp) · 1956 · 1957 · 1958 · 1959 · 1960 · 1961 · 1962 · 1963 · 1964 · 1965 · 1966 · 1967 · 1968 · 1969 · 1970 · 1971 · 1972 · 1973 · 1974 · 1975 · 1976 · 1977 · 1978 · 1979 · 1980 · 1981 · 1982 · 1983 · 1984 · 1985 · 1986 · 1987 · 1988 · 1989 · 1990 · 1991 · 1992 · 1993 · 1994 · 1995 · 1996 · 1997 · 1998 · 1999 · 2000 · 2001 · 2002 · 2003 · 2004 · 2005 · 2006 · 2007 · 2008 · 2009 · 2010 · 2011 · 2012 · 2013 · 2014 · 2015 · 2016 · 2017 · 2018 · 2019 · 2020 · 2021 · 2022 · 2023 · 2024